# Рю Ми Ён
Рю Ми Ён (кор. 류미영?, 柳美英?; 7 января или 14 февраля 1921, Харбин, Маньчжурия — 23 ноября 2016, Пхеньян, КНДР) — политический деятель КНДР, председатель ЦК Партии молодых друзей небесного пути.

## Биография
В 16 лет ушла из дома родителей и вышла замуж. После разделения Кореи проживала в Южной Корее. Вторым браком была замужем за известным южнокорейским политиком Чхве Док Сином, бывшим министром иностранных дел Южной Кореи, затем послом. В августе 1976 года с мужем эмигрировала в США, а в апреле 1986 года приехала в КНДР, где проживала до конца жизни.
С 1989 года после смерти супруга — председатель Центрального комитета Партии молодых друзей небесного пути. Член Президиума Верховного народного собрания (КНДР). Председатель Совета единства тангунской нации.
С декабря 1993 года член Верховного народного собрания КНДР.
В ноябре 1996 года стала сопредседателем Единого демократического отечественного фронта. С сентября 1998 года — член комиссии Верховного народного собрания.
В апреле 2004 года награждена орденом Ким Ир Сена. Указом Президиума Верховного народного собрания от 9 февраля 2012 года Рю Ми Ён была награждена вместе с другими официальными лицами орденом Ким Чен Ира.
Умерла в ноябре 2016 года от рака лёгких.